# Cova Tallada
La Cova Tallada és una cova que pertany al municipi de Xàbia, just en el límit del terme amb el de Dénia, es troba a la Reserva Natural del Cap de Sant Antoni i als peus del Montgó.

## Accés
S'accedeix des de la carretera al far del Cap de Sant Antoni, seguint un quilòmetre per un camí a l'esquerra que acaba convertint-se en una senda direcció a la mar

## Descripció
La cova Tallada és una antiga pedrera de blocs de pedra d'arenisca local o tosca amb la que construïren, entre d'altres, el castell de Dénia, amb prop de 40 metres d'altura, formant dues cavitats, la més baixa d'aigua salada i la més alta d'aigua dolça. Es conserven algunes restes islàmiques i medievals.